# (32839) 1992 EY8
1992 EY8 (asteroide 32839) é um asteroide da cintura principal. Possui uma excentricidade de 0.10623660 e uma inclinação de 6.85381º.
Este asteroide foi descoberto no dia 2 de março de 1992 por UESAC em La Silla.